# Madonnina dai riccioli d'oro
Madonnina dai riccioli d'oro è una canzone dell'ultimo ventennio del '900, eseguita frequentemente dalle orchestre di liscio e trasmessa da emittenti locali, con testo  di ispirazione religiosa.
La canzone, con modifiche nel testo, è stata negli ultimi anni adottata dalle tifoserie del Brescia Calcio e del Basket Brescia Leonessa.
La canzone racconta di una statua lignea della Madonna scolpita da un pastorello e dipinta da un pittore. La Madonnina, posta in un'edicola sulla via, diviene oggetto di culto popolare. Un giorno, però, la statua scompare. Il canto invoca il pastorello e il pittore perché scolpiscano una nuova statua in modo che i fedeli possano tornare a venerarla.

## Discografia
- 1997, I Girasoli,  nel LP Madonnina dai riccioli d'oro
- 1999, Enrico Musiani nel CD album Madonnina Dai Riccioli D'Oro- 16 Grandi Successi Di Enrico Musiani V.1, Duck Records EAN 8012958151453
- 2002, Franco Bagutti con l'Orchestra Italiana Bagutti nella raccolta Bongi
- 2020, Sabrina Salvestrin e la sua fisarmonica